# Viranşehir

Viranşehir este un oraș din Turcia.